# Central'nyj mis'kyj stadion
Il Central'nyj mis'kyj stadion (in ucraino Центральний міський стадіон?; in russo Центральный городской стадион?, Central'nyj gorodskoj stadion) è un impianto sportivo polifunzionale situato a Mykolaïv, in Ucraina.
Inaugurato il 26 settembre 1965, lo stadio ha una capienza massima di 15 600 spettatori. È stato danneggiato nel giugno 2022 durante l'invasione russa dell'Ucraina e la fase di ricostruzione dell'impianto è stata avviata a partire dal marzo 2025.